# وو جی هیون
وو جی هیون (کره‌ای: 우지현؛ زادهٔ ۳ ژوئن ۱۹۸۶) بازیگر اهل کره جنوبی است. او بیشتر به خاطر ایفای نقش در سریال‌های نقاب، موش، ما همه مرده‌ایم و  آنا شناخته می‌شود.

## فیلم‌شناسی

### مجموعه تلویزیونی
| سال       | عنوان                            | نقش          | توضیحات       | منابع |
| --------- | -------------------------------- | ------------ | ------------- | ----- |
| ۲۰۱۶      | درامای ویژه کی‌بی‌اس – رقصی از دور | کیم جونگ بین | درام تک قسمتی | [ ۲ ] |
| ۲۰۱۸–۲۰۱۹ | قلعه آسمان                       | جون جین مان  |               | [ ۳ ] |
| ۲۰۱۹      | سرچ: دبلیودبلیودبلیو             | چوی بونگ کی  |               | [ ۴ ] |
| ۲۰۲۰      | پادشاه: سلطنت ابدی               | تازه‌کار      |               |       |
| ۲۰۲۱      | نقاب                             | گو پیونگ     |               | [ ۵ ] |
| ۲۰۲۱      | موش                              | گو دونگ گو   |               | [ ۶ ] |

### مجموعه اینترنتی
| سال  | عنوان          | نقش        | منابع |
| ---- | -------------- | ---------- | ----- |
| ۲۰۲۲ | ما همه مرده‌ایم | کیم وو شین | [ ۷ ] |
| ۲۰۲۲ | آنا            | سون وو     | [ ۸ ] |